# Challock
Challock (engelskt uttal: [ˈtʃɒlək]) är en ort och civil parish i grevskapet Kent i sydöstra England. Orten ligger i distriktet Ashford, cirka 8 kilometer norr om Ashford och cirka 11 kilometer söder om Faversham. Tätorten (built-up area) hade 1 089 invånare vid folkräkningen år 2021.